# 小行星24236
小行星24236（24236 Danielberger）是一颗绕太阳运转的小行星，为主小行星带小行星。该小行星于1999年12月发现。

## 轨道参数
小行星24236的轨道半长轴为409 184 813 km，2.7351926 UA，离心率为0.067。